# 루니아
《루니아》는 올엠에서 기획 및 제작하고 밸로프에서 서비스 중인 액션 RPG로, 주인공들의 성장 과정을 보여주고 있는 게임이다. 이 게임은 국내 최초로 공중 콤보를 선보였고, 다른 MMORPG와는 차별된 게임 플레이로 스테이지를 완료해 나아가는 설정의 장르를 잘 사용하였다. 국내에서는 White Protector가 오프닝을 어레인지해 주목을 받게되었다. 또한 국내 유명 성우진들 다수가 루니아 캐릭터 보이스 작업에 참여하여 눈길을 끌었다. 본래 게임 명칭은 루니아 전기(戰記)였으나 2010년 7월 1일자 업데이트 후 루니아 Z로 명칭이 변경되었으며 이후 한국 서버가 서비스 종료 예정임을 2012년 8월 30일 공식 발표했으며, 2012년 10월 18일 한국서버는 서비스 종료되었다. 하지만 루니아의 향수를 그리워하는 유저들을 위해 개발사인 올엠은 글로벌 프리 서버를 운영하였다.
2012년 10월 19일 1차 글로벌 서버 패치때 5만원 상당의 캐시를 무료로 주고 있으며, 2012년 10월 26일 2차 글로벌 서버 패치때 이후 루니아z에서 루니아로 변경되었다. 2012년 11월 8일 3차 글로벌 패치때 일본어가 추가 되었고, 경매장에 키워드 검색이 삭제됐다. 그러다가 2013년 12월 31일 서버 다운 문제와 해킹으로 서비스가 중단되었다고 2013년 11월 7일 루니온 카페 공식발표했고, 2014년 1월 2일 공식 종료되었다. 그리고 8년후 2022년 11월 21일 재출시 하였다.

## 설정
'루니아'는 다른 판타지 게임들과 같이 '루니아'만의 배경과 역사가 있다. 여기서 나타나는 캐릭터와 스테이지 그리고 게임 진행 스토리도 이를 따라 진행되고 있다.
'전기'와 '전설'의 스토리는 같으며, 전설의 경우 '에피소드7'이 존재하지 않는다. 그 뒤의 스토리는 신화를 통해 이어지며, 전기의 '에피소드7'은 신화와 '전기(혹은 전설) 스테이지6'의 공백 기간을 연결시켜 준다. 전기나 전설과는 연관성이 없거나 스토리 자체가 아예 없는 레이드 스테이지(혹은 사이드 스테이지)가 존재한다.

## 배경
로데시아 대륙의 역사 이야기.
이 이야기 책 "루니아"는 우리가 살고 있는 "로데시아" 대륙의 전쟁과 영웅의 이야기이다.
루니아의 이야기의 바탕이 되는 로데시아 대륙은 인간, 엘프, 호빗, 고블린, 트롤 등등 많은 종족들이 살고 있다.

이 종족들은 로데시아 대륙에서 서로의 터전에서 살아가고 있으며, 종족끼리는 무역을 통한 거래나, 크고 작은 다툼 등 각종 교류가 일어나고 있다.
각 종족은 각각의 수호신을 섬기고 있다. 고대의 신화에 따르면, 로데이사 대륙의 신들은 각각 자신들이 하나씩의 종족을 창조하여 '로데시아' 대륙에서 살아가게 하였으며,

자신이 창조한 종족을 사랑하며 수호하고 가호를 내리고 있다고 한다. 그리고 대신 신들은 그 자신의 종족들이 자신을 경배하는 것을 원천으로 자신의 신으로서의 힘을 유지한다고 한다.
이제부터 소개할 "로데시아" 대륙의 역사 이야기는, 인간족의 유명한 역사가 "루더 프레드(Ruther Fred)"가 120여 년 전, 전 세계를 여행하며,

그 종족들의 역사와 신화를 모아 출간한 "로데시아 사서"의 요약본이다.
"루더 프레드"는 그의 저서 "로데시아 사서"에서 역사를 다음과 같이 구분하고 있다.
1. 태고 시대.
2. 설화 시대.
3. 역사 시대의 시작.
4. 현재
5. 마계

지금부터 "루더 프레드"의 "로데시아 사서"의 요약본을 인용해 보기로 하자.

### 태고시대
이 대륙 "로데시아"가 어떻게 창조되었는지에 대한 신화는 명백하지 않다.
전란에 의해 많이 사라지고 현재는 얼마 남아있지 않은 고문서에 따르면, 현세의 신들 이전에 태고의 신들이 있었고,

이 태고 신들이 이 "로데시아"대륙을 창조했다고 쓰여있다. 안타깝게도 고문서들이 많이 소실되어 태고 신들에 대한 정확한 기록들은 많이 존재하지 않고,

각 지역에 구전되어오고 있는 설화들이 그 명맥을 유지하고 있을 뿐이다.

또한, 세상을 창조한 태고 신들이 현세의 신들로 대체된 이유에 대해서도 많은 설화들이 존재하며, 이를 바탕으로 많은 고고학자들이 학설을 주장하고 있다.

태고 신들은 이 시기에 대륙과 바다 그리고 대 자연을 창조하였다.
태고적 자연에는 창조와 혼돈의 힘이 뒤섰여 있었으며, 막 생기기 시작한 대자연과 혼돈의 힘을 받아들인 생명체들이 창조 되었다.

그래서, 이 때에 살아간 생명체들은 거대한 태고의 창조와 혼돈 에너지, 그리고 대지에 충만했던 마나들을 받아들여 큰 육체와 함께 큰 힘을 가지고 있었다.

화산의 용암지대에는 화산의 힘을 그대로 받아들인 화산 정령들과 발록, 지하 동굴 깊숙한 곳에는 지하의 어둠의 힘을 간직한 거대한 켈베로스,

육지에서 멀리 떨어진 대양에는 태고적 바다의 광포함을 받아들인 히다라 등...

그리고 그 외에 지금 언급하지 않은 우리가 전설처럼 알고 있는 유명한 거대 몬스터들과 정령들의 이름들이 모두 태고 시대 생명체들의 이야기들이다.

이 때의 대륙의 지배자들은 세상의 정기를 모아 사용할 수 있다는 드래곤(Dragon)들과 수 천년을 살아오고 있다는 거대한 웜(Wirm)들이었다.
이들이 혼돈과 창조의 힘이 뒤섞인 태고 시대 하늘과 땅의 지배자들이었다.
그리고, 역시 이 시대에도 인간형 생명체들이 살았었는데, 광포한 힘을 바탕으로 육지에서 살아나갔다는 인간형 자이언트(모래 거인, 산악 거인 등)들이 바고 그들이다.

태고 시대의 흔적과 많은 이야기들을 남기고 있는 이 시대의 생명체들은 앞으로 소개할 설화 시대와 역사 시대를 지나면서 "로데시아" 대륙의 곳곳에서 사라지게 되었고,

현세의 생명체들이 그 자리를 대신하게 되었다.

다만, 소문을 좋아하는 이야기꾼들과 허풍쟁이 용사들이 아직도 태고 생명체들을 뜻하는 듯한 유명한 몬스터들을 봤다고 주장하고 있기는 하지만 믿을 만한 이야기는 아니다.

### 설화시대~1(여명기)
설화 시대!
현세에 남아있는, 누가 만들었는지도 알 수 없는 고대의 유적들 중 대부분이 설화 시대의 유산들이다.

저 엘프들의 신비한 숲에 남아 있다고 전해지는 잃어버린 신전, 깊은 산 속 지하에 봉인되어 있다고 하는 몰락한 얼음 궁전의 유적,

로데시아 대륙의 가장 높은 곳에 위치하고 있다는 천공의 성 등등의 것들이 그것들이다.
각 지역에 전해지는 설화에 의하면, 태고적 신들이 자취를 감춘 다음, 현세의 신들이 이 세계에 강림하여 태고 시대의 혼돈을 정리하고,

각 신들이 차지한 로데시아의 영역에서 각 종족을 탄생시켰다고 전해진다.
이 역사 이야기를 쓰고 있는 나, 루더 프레드의 종족인 인간족은 인간족이 수호신으로 받들고 있는 달의 여신인 루니아(Lunia)여신이 창조했다.

깊은 숲 안쪽의 엘프의 숲에 살고있는 종족인 엘프족은, 숲의 신이기도 하면서 음악의 신인 남신 포리엘(Foriel)이 창조했으며,

비옥한 초원에 사는 저 유쾌한 호빗족은 즐거움을 좋아하는 풍요의 신 세레스(Ceres)가, 불모의 땅에 무리 지어 살고 있는 오크족은 게으른 평원의 신 윌두르(Wyldur)가 창조했다.

그리고, 현재는 멸망했지만 화려한 문명을 이루었던 종족인 시칸은 태양신 솔딘(Soldin)이 창조했다고 한다.
그 외에 트롤, 드워프 등 많은 종족들이 각각의 창조신이 있으며, 각 창조신을 수호신으로 모시며 신전을 세우고 숭배하고 있다.
그리고, 각 종족이 처음으로 문명을 이룩하기 시작했던 이 여명기에 각 종족은 서로의 영역에서 평화롭게 생활을 시작했으며, 생활에 위협이 되는 태고의 생명체들을 몰아내기 시작했다.

태고 생명체들은 그들을 보호해주던 태고신의 가호가 없어졌기에 이 시기에 많은 수가 자취를 감추었다고 한다.

바야흐로 태고신들의 자취가 사라지고, 현세의 신들의 시대가 열린 여명기가 시작되었다 할 수 있다.

### 설화시대~2(대 전란기)
각각의 종족들은 각각의 신들을 모시며 로데시아 대륙의 곳곳에 자신들만의 보금자리를 틀고 그들의 역사를 꾸려나가기 시작하였다.
그런데, 태고의 신들이 없어진 자리에 내려와 세상을 지배하게 된 현세의 신들...

예전 역사가였던 "후밀" 이 '신들을 경배할지언정, 신들을 닮지는 말라'라고 했었던가.

각자의 종족들의 문명과 세력에 차이가 생기기 시작하면서부터, 신들 자신이 갈구하는 경배의 힘에 대한 경쟁 때문이었는지 신들 사이에서도 균열과 반목, 질투가 일어나기 시작하였다.

그리고, 신들의 반목의 결과는 이 대륙의 신들이 창도한 종족들 사이에 전쟁과 혼란의 시대가 시작되는 것으로 나타났다.

이 때의 신들의 이야기는 고대의 음유시인들이 노래한 많은 서사시에 전해 내려오고 있다.
태양신 솔딘(Soldin)을 섬기고 있는 빛의 종족 시칸.

그들은 제일 신인 태양신을 섬기고 있다는 것에 자부심에 넘치는 종족이었다.

그들의 문명은 찬란했고, 도시들은 풍요로웠다. 그러나, 그들은 시간이 지남에 따라 태양신을 모신다는 우월한 선민의식이 강해져 갔으며, 점점 자만심이 넘치기 시작하였다.

그들은 로데시아 대륙 최고의 종족은 자신들이라 생각하기에 이르렀고, 급기야 그들의 태양왕 파라오는 태양신 솔딘의 계시였다며, 트롤의 마을을 침략하고 말았다.

앞선 문명을 가지고 있던 시칸족과의 전쟁을 바라지 않았던 많은 종족들의 침몰속에, 트롤의 많은 도시들이 시칸의 손에 넘어 갔으나, 시칸의 태양 왕 파라오는 그 욕심을 멈추지 않았다.

그리고, 결국 로데시아 대륙 전체에 대한 지배 야욕을 드러내며, 다른 모든 종족들의 마을들을 침략하기 시작하였다.
시칸 종족은 자기들의 앞선 문명과 광대한 군사력을 바탕으로 휴먼(인간), 드워프, 오크 등... 가리지 않고 모든 종족들의 마을을 침범하였고, 전쟁을 시작하였다.

각 종족들은 자신의 생존권을 지키기 위해 시칸 족과 맞서 싸우기 시작아혔고, 우리가 알고 있는 이야기 책의 많은 영웅들의 이야기들이 이 때에 생겨났다.

그리고, 이 시기에 각 종족의 신들에게서 부여받았다고 하는 전설의 무기, 반지 등 여러 아이템들의 전설처럼 아직도 존재한다고 한다.

### 설화시대~3(아수스 섬의 침몰)
태양신을 섬기는 광포한 빛의 종족 시칸족에게 대항하기 위해 각 종족들은 전쟁을 계속하였으나, 거센 반항에도 불구하고 시칸 종족의 승리는 지속되었다.

그러나, 자만심으로 가득한 시칸 종족의 승리는 영원할 수가 없었고, 그 첫 번째 패배는 엘프족과 인간족이 맺은 연합세력에 의해 인간족의 땅 "라만차" 평원에서 일어났다.

이 때, 라만차 마을에는 첫 번째의 승전을 기념하는 신상이 세워졌고, 계속된 승리를 기원하기 위해, 고대 성령석들의 정기와 기록을 담은 룬 문자들을 신전에 봉납하였다.

라만차 마을에는 이 때의 신상과 봉인된 룬 문자들을 아직도 보관하고 있다.

하지만, 종족 간의 유대가 깊지 않았던 이 때에, 종족간 연합이 쉽게 형성되지는 않았고, 연합과 갈등, 승전과 패전, 그리고 그 보다 많은 혼란이 지속되고 있었다.
그리고, 그 운명의 날... 신들의 노여움이었을까... 아니면 태양신 솔딘의 패배였을까...

찬란했던 문명이 꽃피던 시칸의 본토였던 "아수스"섬이 단 하루 밤 만에 바다 속으로 사라지고 말았다.

전쟁은 일순간에 끝이 났다.
그러나, 전쟁에 참여하여 연합을 맺고, 서로에게 도움을 주었던 종족들이나, 서로의 도움에 대한 요청을 거절했던 종족들이거나

또는, 전쟁에 직접적으로 참여하지 않았던 종족들 모두에게 이 대륙의 대 전쟁은 큰 상처를 남기고 말았다.

서로의 전쟁지원을 거부했던 인간족과 오크족의 반목이 시작되었고, 같이 연합을 형성했으나, 협조가 잘 되지 않았던 드워프족과 엘프족의 갈등이 잉태되었다.

또한, 많은 종족들 간의 수많은 친목과 반목의 관계사 생겨나고 말았다.

그리고, 태양 종족 시칸은 이 로데시아 대륙에서 더 이상 찾아볼 수 없게 되어버렸다.

### 역사시대의 시작
신화에 의하면 전쟁이 끝난 뒤 신들은 태고 신들이 몰락하여 로데시아 대륙에서 사라져 갔던 전철을 밟지 않지 위해 신들끼이 협정을 맺었다고 전해진다.

"신들의 대 협정"으로 알려진 이 협정을 지키기 위해, 각각의 신들은 자신이 창조할 종족들에게서 찬연했던 능력들을 제거하기도 하고, 본성을 바꾸기도 하는 등

종족의 제 2차 창조가 이루어졌다고 한다.

그러나, 이 역사책을 쓰고 있는 나, 루더 프레드는 그 역사성이나 사실성에 대해서는 비록 실제 그 도시에 전해지는 신화나 유적들이 존재한다고 하더라도, 의문점을 많이 가지고 있다.

이에 대해서도 역시 다른 글을 통해 나의 의견을 주장하기로 하자.
아무튼, 신화에 의하면 결국, 달의 여신이며 인간의 수호신인 루니아(Lunia)는 인간에게서 영원한 생명을 제거하였고

평원의 신이며 오크의 수호신 윌두르(Wyldur)는 오크에게서 영악함을 제거하였으며

숲의 신이며 엘프의 수호신 포리엘(Foriel)은 엘프들에게서 사악함을 제거하여 다크엘프를 만든 뒤 깊은 곳에 봉인하였으며

풍요의 신이며 호빗의 수호신인 세레스(Ceres)는 호빗에게서 야심을 제거하였다고 한다.
그리고, 자신을 섬기던 시칸족을 잃은 태양신 솔딘(Soldin)은 세상 모든 종족에 대해 똑같은 사랑과 관심, 그리고 증오를 전해주며 그로부터 힘을 얻게 되었다고 한다.
이 후, 문자에 의한 기록들이 남아 있는 새로운 역사가 시작되었다.

이 때부터가 각 종족들이 그들의 역사서를 편찬하기 시작한 시대이며, 우리는 이 시기 이후 현재까지를 "역사시대" 라고 지칭한다.

### 이후
각각의 종족들은 각각의 생활을 유지하며, 많은 신화와 설화에 대한 토론으로 지식을 전수하며 삶에 대한 지혜를 키워가고 있다.

(수정중)고, 각각의 종족들은 무역 등을 통한 교류를 지속하고 있으며, 각 종족들은 자신들만의 왕국을 세우고, 그 역사를 이어가고 있다.

기록으로 남아있는 왕족들의 이야기와 영웅들의 전기들은 "역사시대"의 것들이다.
인간족은 제나단 캐슬을 중심으로 많은 마을들을 가지고 농업을 중심으로 생활하고 있으며, 사악함이 사라진 엘프는 엘프의 숲에서 자연과 더불어 자연과 동화된 삶을 지속하고 있다.

오크는 통일된 국가 없이 군락을 이루어 부족 중심으로 평원에서 사냥을 중심으로 용기와 용맹을 숭상하며 살아가고 있다.

설화 시대의 전쟁에서 파괴 되었으나, 역사 시대 이후에 복원되지 않은 고대의 유물들은 차츰 잊혀져 갔고, 고대의 유적들은 이 대륙 각지의 깊은 곳에 남아 있다고 한다.

영웅들의 모험담에 의하면, 이들 중 일부는 태고 적 생명의 보금자리가 되어 있는 경우도 있다고 한다.
고대로부터 내려오는 이 역사 이야기는 신들에 대한 경외심을 가질지언정, 그들을 본받지는 말라는 후밀의 이야기를 상기케 한다.
-역사가 루더 프레드-

### 마계
[프롤로그]

영혼의 그릇을 만들고, 다시 현세로 돌아와 에이르의 부활을 바라는 지크 일행.

영혼의 그릇을 사용하자 에이르는 되살아났다. 그러나 의식은 여전히 돌아오지 않았다.

육체는 분명히 살아 있고 숨을 쉬며 생명 활동을 하고 있었지만 분명 무언가가 부족했거나 잘못 되었음을 짐작한 지크 일행은

에이르를 완전히 되살리기 위해 다시 태고시대로 돌아간다. 그러나 현세로 따라와 숨어 있던 네프론이 태고시대로 뒤좇아 오며 

지크 일행을 공격했고 일행은 빛과 어둠의 혼마저 빼앗기고 만다. 그 상황에서 네프론은 태고 신이 봉인 당했던 마계의 문을 개방하였으며

마계의 문에서는 태고의 신들과 마물들이 잔뜩 쏟아져 나온다. 이후 로데시아 대륙은 혼돈에 빠지고 대륙을 뒤흔드는 신들의

전쟁이 시작된다. 에이르의 부활에 이어 다시 한번 로데시아 대륙의 평화를 되찾아야 하는 지크 일행은 어둠의 통로를 차단하기 위해

마계로 잠입해 들어가기로 한다. 그리고 지크 일행은 로데시아의 신들에 의해 신의 대리인들과 함께 과거의 태고신들처럼 마계로 봉인되어 보내진다.

<마계 스테이지 1 -"마계 노역장" 스토리>
마계로 봉인되어 보내진 지크 일행들은 루니아 여신의 대리인으로부터 도움을 받아 강제 추방의 충격에서 어느 정도 벗어난다.

그리고 신의 대리인의 요구로 주변 정보들을 습득하기 위해서 정찰을 시작하는데, 그러던 중 정찰대 역할을 맡고 있는 삼두견들에게 그만 정체가 들키고 만다.

결국 지크 일행의 존재는 마계의 보스인 <사르데스>에게까지 전해지고, 엄청난 수의 마물들이 공격해 온다.

감당하지 못할 만큼의 마물들의 공격에 신의 대리인은 자신들의 피조물을 소환해서 지크 일행을 돕는다.

시간이 흘러 지크 일행의 주변은 어둠에 휩싸이게 되고, 지크 일행은 주변을 경계하다 문득 자신의 그림자가 자신의 몸에서 벗어나는 것을 느낀다.

그림자는 지크 일행의 몸에서 떨어져나가 점점 형태를 갖추게 되고, 검은색의 에너지가 뭉친 그 형태로 나타났다. 지크 일행은 직감적으로 그 존재를 알아챘다.

그것은 바로 로데시아의 영웅인 <라셰>와 닮아있다는 것을…….

라셰의 형체를 하고 있는 공포의 암흑기사는 지크 일행에게 거대한 검을 휘두르며, 공격해 온다.

공포의 암흑기사를 이겨낸 지크의 앞에 몸도 마음도 지쳐있는 일행들이 눈에 들어왔다.

그리고 이를 지켜보던 보스이자 마계 문지기인 <사르데스> 가 말하길,

"내면의 공포를 이겨내다니.. 보통 놈들이 아니군.. 나 <사르데스>가 직접 상대해 주겠다"…..

<사르데스>와 그의 충견 <켈베로스>는 지크 일행에게 인간이 가장 두려워하는 공포의 마법을 걸기 시작하는데……..

## 게임 플레이
아케이드 온라인 게임 - 루니아의 플레이는 "때리면 피하고, 맞으면 아픈" 직관적인 아케이드 게임 방식을 취하고 있었다.

이동은 방향키(혹은 넘버패드키)로 이루어진다.이동 방향은 8방향이며, 방향키를 한번 누르는 '걷기'와 방향키를 두번 누르는 '대쉬',

그리고 몇몇 캐릭터의 사이드 스텝이나 백스텝등으로 이동이 가능했다.
공격은 기본 공격인 'A'키와 특수 공격(혹은 기술)인 'S', 그리고 넘어진 적을 공격하는 다운어택 'space bar',

마지막으로 각 캐릭터의 고유한 스킬로 이루어진 콤보공격이 특징이다.
루니아의 게임방식은 스테이지 형식인데, 생명은 3개가 있는 상태에서 시작했다.(시작할 때 하나. 두 번 부활이 가능하다.)

전기와 전설과 신화, 그리고 그 안의 '레이드 혹은 사이드' 스테이지로 구성되어 있었다.

일반적으로 전기와 전설은 한번에 4명의 사람이 플레이가 가능하고, 신화는 5명의 사람이 플레이가 가능했다.

레이드 스테이지는 위의 것 보다 많은 8명의 사람들이 플레이가 가능한데, 유일하게 자힐리야 화산 동굴에서는 12명의 사람들이 플레이가 가능했다.

그리고 확실하지는 않으나, 사람들이 모여 놀 수 있는 루니파크에서는 인원제한이 없는 것으로 알고 있었다.
또, 사람들 끼리 실력을 겨뤄볼 수 있는 대전(PVP, Player Versus Player)이라는 시스템이 있었다.

대전에서는 종류가 크게 두 가지의 종류가 있는데, 그것은 데스매치와 전장이었다.

데스매치는 제한시간이 없고, 대개 생명이 3개 이나, 유일하게 '팀 토너먼트 대전'에서는 빠른 플레이를 위해 생명이 하나로 제한이 되었다.

전장에서는 데스매치와는 다르게 생명이 무한정 주어지지만 부활하는데 10초가 걸리고, 제한시간이 있지만 게임 중간에 난입이 가능하다라는 참신한 아이디어가 당겨있는 대전 방식이었다.

대표적으로는 공성전이 있었다. 특이하게 데스매치와 전장에는 몬스터로 변신하여 싸울 수 있는 시스템이 있는데, 원래는 '변신물약'이 필요하지만,

맵에 들어온 자는 특정 공간에 들어오거나 시간이 지나기만 하면 몬스터로 변신할 수 있었다. 여기에서도 데스매치는 제한시간이 없고, 명생명이 3개이며,

전장은 제한시간이 없지만 생이 무한정이며 플레이 중간에 난입이 가능했다.
또 하나의 시스템인 낚시는, 광장의 앞쪽과 신화 에피소드 광장 우측에 있는 물가 등 물이 있는 곳에서면 어느 곳이나 낚시가 가능했다.

낚시를 하기 위해서는 낚시대와 미끼가 필요하며, 낚시대와 미끼마다 등급이 매겨져 있고, 등급에 따라 미끼는 낚는 시간, 낚시대는 물고기의 등급 등이 제한되어 있었다.

낚은 물고기나 용왕의 보물상자는 사람에게 팔거나, 물고기의 경우 길드 퀘스트, 혹은 '허밍 웨이'라는 NPC에게서 물물교환을 할 수 있었다.

이 밖에도 사람들과 친목을 도모할 수 있는 패밀리 시스템과 길드 시스템. 그리고 자신의 캐릭터를 더욱 강하게 만들 수 있는 전승 시스템,

여러 미션과 문제, 스테이지를 클리어 하며 자신의 업적을 쌓아 명성을 빛내는 업적 시스템이 있었다.

## 캐릭터
지크 엘몽(Sieg Helmont) - 기사

(성우: 김영선 / 대표 애니메이션 캐릭터: 데스노트 - 야가미 라이토, 나루토(질풍전) - 우치하 사스케, 포켓몬스터AG~ - 로이)
단순하고 자기 멋대로 행동하는 성격 같지만 알고보면 순수하고 정직하며 열정적인 성격. 항상 최고가 되길 원하는 욕심이 있으며

아버지의 피를 이어받아 멋진 모험에 대한 열망이 가득하여 에이르 일행과 여행길에 오른다.

아버지가 남긴 의문의내용이 담긴 종이를 간직한채 사건의 진실을 찾아간다.
에이르 펠트로(Eir Paltrow) - 치유사

(성우: 정미숙 / 대표 애니메이션 캐릭터: 이누야샤 - 유가영, 빛의 전사 프리큐어 - 묵하람&큐어 블랙,

개구리 중사 케로로 - 강한별, 원피스 - 나미, 페이트 스테이 나이트 - 토오사카 린)
루니아 왕가의 못말리는 공주로써 항상 품위있고 도도한 자태를 유지하려고 노력한다.

무엇이든지 자기 말대로 하려는 성향이 있지만 기본은 순수하고 여린 성격이며

달의 힘을 담은 마법을 쓸 줄 알지만 더 좋은 능력을 갖길 원하며 무작정 여행길에 오른다.

왕궁에서 몰래 나와 왕립 법사단의 다인과 합류, 그 후 지크와 합류 후 여행길에 본격적으로 나선다.

루니아Z 게임내에서 많은 유저들에게 가장 오랫동안 많은 사랑을 받은 히로인 캐릭터다.
다인 크로울리(Dainn Crowley) - 마법사

(성우: 위훈 / 대표 애니메이션 캐릭터: 페이트 스테이 나이트 - 랜서, 가정교사 히트맨 리본 - 바이올렛)
루니아 왕립 법사단에서도 엘리트급 실력으로 유명한 청년. 정의롭고 책임감이 강하며 예의바르다.

로데시아 보석의 위치를 확인하라는 왕립 법사단장 리겔의 명령을 받고 비밀 임무를 수행하러 여행길에 오른다.

왕궁에서 벗어난지 얼마 되지 않아 에이르 공주와 지크를 만나게 되어 동행한다. 크리그 엘 하티와는 혈연으로 맺어진 형제다.
라임(Lime) - 전투 슬라임(성우가 없는 캐릭터)

물에 빠져 죽을뻔한 위기에서 에이르 일행에게 발견되어 구조되고 에이르의 귀여움을 받아 그 후 에이르를 계속 따르게 된다.

행동이 느리며 귀찮은 것을 싫어하고 사고가 단순하다. 잠자는 것과 먹는 것에만 관심이 있지만

에이르가 원하면 귀찮은 일도 마다하지 않는다. 즉, 에이르의 애완동물 같은 존재다.
티아(Tia) - 도적

(성우: 김정아 / 대표 애니메이션 캐릭터: 도라에몽 - 노진구, 데스노트 - 미소라 나오미)

혼자 생활하는 것에 익숙한 티아는 겉으로는 강해 보이지만 사실은 어린면이 있는듯한 성격을 지닌 하프엘프이다.

의문에 휩싸인채 죽은 아버지의 유품과 사건의 단서를 찾기 위해 도적의 길로 입문한다. 에이르 일행과는 전기(+전설) 에피소드 4에서 처음으로 만나게 된다.

에이르 일행과 동행하면서 의문에 휩싸인 아버지의 사망의 단서와 증거를 하나씩 발견하는 티아는 루니아 왕궁에 범인을 찾고자 에이르 일행과 정식으로 합류하게 된다.
데이시 달스트린(Dacy Dalstrin) - 인형술사

(성우: 조현정 / 대표 애니메이션 캐릭터: 머메이드 멜로디 피치피치핏치(퓨어 포함) - 노엘, 제로의 사역마 - 앙리에타)

천방지축에 장난꾸러기이며 호기심이 많지만 고집이 세고 자신이 좋아하는 것 외에는 관심이 없다.

인형들과 대화가 가능하며 인형에게 도움을 요청한 뒤 생명을 불어 넣어주면 인형들이 데이시를 지켜준다.

데이시의 정체는 자신이 생명을 불어 넣어도 반응하지 않는 인형 "제로니카"를 움직이게 하기 위해 달나라에서 온 달의 요정이다.
크리그 엘 하티(Krieg el Hati) - 수도승

(성우: 홍시호 / 대표 애니메이션 캐릭터: 이누야샤 1~6기 - 나락, 슬램덩크 - 강백호, 원피스 - 샹크스, 유희왕 시리즈 - 페가수스)

말이 없고 조용하며 필요한 말만 한다. 대신 말이 없는만큼 행동으로 보여주는 스타일이며 마음속에 가라앉은 차가운 분노 때문에 무서워 보이지만 사실은 약자에게 따뜻하고 정의로우며

불의를 심판하는 것에 있어 가차없고 분명한 성품을 지닌 20대 청년. 어릴적 자신과 가족을 습격하여 부모님을 살해하고 동생을 납치한 의문의 조직을 쫓아

바트카 사원에 들어갔지만 바트카 사원에서 배후가 있음을 알아낸 크리그는 바트카 사원을 벗어나 모든 사건의 진실을 밝힐 열쇠가 있는 루니아 왕궁으로 향한다.
유키(Yuki) - 얼음 마법사

(성우: 이명선 / 대표 애니메이션 캐릭터: 아따맘마 - 오아리, Yes! 프리큐어 5(gogo) - 최가영&큐어 아쿠아,

정글은 언제나 맑음 뒤 흐림 - 화니, 웹투니메이션 와라! 편의점 - 김혜연)

가냘프고도 신비함을 간직한 설녀 유키는 새로운 것에 대한 두려움이 있어 다른 종족들과는 거리를 두며 살아간다.

파괴 행위를 싫어하며 타인과의 작은 마찰조차 자신에게 용납하지 않는 고지식한 면이 있으나 그녀는 설녀 마을에서

강력한 얼음과 냉기 계열을 능숙히 다루는 엘리트급의 얼음 마법사로써 자신의 역할을 충실히 해낸다. 루니아에서 최초로 추가된 스페셜 캐릭터다.
아리엔 카르네스(Arien Carnesir) - 엘프 궁수

(성우: 이용신 / 대표 애니메이션 캐릭터: 달빛천사 - 루나&풀문, 빛의 전사 프리큐어 Max Heart - 이예빈&샤이니 루미너스,

캐릭캐릭체인지(두근 및 파티) - 아무, 클라나드 - 후루카와 나기사)

딱히 싸움을 좋아하지는 않지만 엘프의 숲을 지켜야 한다는 사명감을 가지고 있다.

바람과 불, 번개의 정령들과 특히 친하게 지내며 정령들에게서 해당 속성의 마법을 다루는 법을 배웠다.

그로 인해 다른 궁수들과는 다른 속성의 화살을 만들어 사용하고 항상 새로운 것을 배우고자 하며 상상속의 적을 향해

빈 활시위를 당기는 것과 아무도 모르게 엘프의 숲을 산책하는 취미를 가지고 있다.

캐릭터 성격상 자신이 예쁘다는 것을 인식하고 있는지 공주병 성향이 담긴 말을 가끔 사용하곤 한다. 예를 들어 "제 미모에 적들이 몰려오네요."라던지

"안녕하세요? 제 모습에 반하지 마세요~" 등의 보이스 채팅을 들을 수 있는 캐릭터. 루니아에서 2번 순위로 추가된 스페셜 캐릭터다.
라이언 헌트(Ryan Hunt) - 현상금 사냥꾼(거너)

(성우: 김일 / 대표 애니메이션 캐릭터: 세일러문 - 레온&턱시도 가면, 원피스 - 상디, 기동전사 건담시드 - 아스란 자라, 보노보노 - 야옹이 형)

말이 없는 편도, 많은 편도 아니다. 쓸데없는 말은 하지 않으며 깊게 생각하고 실행에 옮기는 성격이다.

자신의 오른손과 왼손의 무기를 정비하는데 많은 시간을 들인다. 양손의 무기의 성능을 강화하기 위해서 현상금이 걸린

범죄자들을 사냥하는 현상금 사냥꾼. 루니아에서 3번 순위로 추가된 스페셜 캐릭터다.
칼리 에센바흐(Kali Eschenbach) - 어둠의 음유시인

(성우: 이현진 / 대표 애니메이션 캐릭터: 명탐정 코난 - 유미란(투니버스), 개구리 중사 케로로 - 나라,

가정교사 히트맨 리본 - 크롬, 미나미家 세자매(~한 그릇 더) - 미나미 하루카, 블리치 - 쿠치키 루키아, 다!다!다! - 크리스틴)

경어보다는 평어를 자주 사용하며 당당하고 자신감 넘치며 어리지만 호탕한 성격의 소유자다.

겉으로 보기에는 강해보이려는 노력을 하는 느낌을 받는다. 그러나 칼리의 정체는 인간의 탈을 쓴 고대의 악마로써

본 성격을 숨기려고 하고 있으나 때때로 말투나 행동으로 나와 자유 분방한 느낌을 주는 캐릭터이다. 마계의 에너지를 전파하기 위해 왔다고 한다.

신규 컨텐츠인 마계에서 비중있는 캐릭터로 등장할 수 있을지 기대 되는 캐릭터다. 사용하는 무기인 류트를 연주해 적을 공격하며 파티원을 위한 유용한 버프 스킬을 보유하고있다.

루니아Z에서 4번 순위로 추가된 스페셜 캐릭터다.
아스카(Asuka) - 이도류 검사

(성우: 우정신 / 대표 애니메이션 캐릭터: 이누야샤 - 산고, 명탐정 코난 - 홍장미, 로젠메이든 시리즈 - 스이세이세키, 포켓몬스터 AG~ - 로사)

겉으로 보기에 차갑고 비장한 모습이지만 정이 많은 편이다. 어릴적 부모의 사랑을 받지 못하며 자란 탓에

사람에게 친근하게 다가가는 법을 알지 못해서 냉정해 보이기도 한다. 하지만 한번 친해진 사람과는 잘 웃는 편이며 얼음 마법사 유키와 친구 사이다.(게임내 전기 에피소드 7 진행상)

아스카가 살던 마을이 몬스터에게 침략을 받아 부모를 잃고 검술의 달인으로 불리는 스승의 손에서 자라 검술을 배웠다.

스승에게서 검을 받고 여행길에 오른다. 스킬 속성에서 물리를 제외한 모든 속성은 빛속성이라는 특징이 있다.
팬아트웍에서는 유저들이 아스카와 랄프를 커플로 엮어두기도 했다.

[유키와 아스카는 이름이나 옷 스타일로 봤을 때나 일본 게임 시장을 겨냥한 캐릭터다.] 루니아에서 5번 순위로 추가된 스페셜 캐릭터다.
랄프 슈넬 (Ralph schnell) - 격투가

(성우: 김현우 / 출신 방송사: CBS 12기)

랄프는 자신의 부모님에 대한 기억이 없다. 그도 그럴 것이 어릴적 기억나는 것은 어두침침한 골목 어귀에서 집 없는 아이들과 같이 어울려 생활했었던 것 뿐..

자라면서 그의 삶은 싸움의 연속이었다. 혼자 자란 탓에 자기 자신에 대한 믿음이 강한 랄프는 튼튼한 몸과 꺾이지 않는 용기만 있다면 이루어내지 못할 것이 없으리라 믿는다.

남을 괴롭히는 것은 아주 싫어하지만 자신과 자신이 지켜야 하는 것을 위해서의 싸움은 마다하지 않는다. 이제 그는 거리의 파이터 생활을 정리하고 자신의 또다른 삶을 찾아 여행을 떠나게 된다.

루니아에서 6번 순위로 추가된 스페셜 캐릭터이며 유저들이 팬아트웍을 시작으로 아스카와 커플로 엮은 캐릭터다.
다크 에이르(Dark Eir) - 어둠의 공주

(성우: 김선혜 / 대표 애니메이션 캐릭터: 명탐정 코난 - 코난(투니버스), 하야테처럼! - 카츠라 히나기쿠)

로데시아 대륙에서 벌어진 모든 사건의 배후인 리겔을 무찌르기 위해 전투 도중 리겔의 강력한 힘 앞에

에이르는 자신의 목숨으로는 감당할 수 없는 리겔의 힘을 흡수해버린다. 그 결과 에이르는 영혼이 흩어지면서 죽음을 맞이했고

죽은 에이르를 살리기 위해 태고시대로 여행을 떠난 지크 일행을 보던 태고의 신이자 죽음과 어둠을 관장하는 야마는 신들과 싸우는 지크 일행을 보고서 큰 관심을 갖게 된다.

태고시대의 신들이 화신이라 부르던 인물들 중 하나인 네프론의 말에 의하면 그들은 루니아 여신의 피조물이며 루니아 여신의 힘을 사용할 수 있다고 말하며 어떻게 하여 미래에서 오게 되었는지 알려줬다.

피조물이 루니아 여신의 힘을 사용할 수 있다는 것에서 힌트를 얻은 야마는 심연의 어둠에서 에이르의 영혼과 자신의 힘을 합쳐 새로운 영혼을 창조하여 마법병에 담아 네프론에게 건네주었다.

태고시대에서 현세로 돌아온 네프론은 야마가 전해준 영혼을 자신이 만든 육체에 불어 넣어 나지막히 증얼거렸다.

"어둠의 공주의 탄생인가? 흐흐.."

(신화 에피소드 프롤로그 中 일부 내용)

캐릭터 소개에서 알 수 있듯이 다크 에이르는 죽은 에이르의 영혼과 태고의 신 야마의 힘이 합쳐져 만들어진 새로운 영혼에 새로운 육체를 얻어서 태어난 캐릭터다.

언제나 말이 없고 무뚝뚝하며 에이르와는 상반되는 분위기를 느끼게끔 한다. 잿빛 머리카락에 붉은색 눈동자를 가졌고, 검붉은색 옷을 입고 마물들을 거느리며 다닌다.

에이르와는 달리 성월, 신성 마법이 아닌 암흑, 혼돈 계통의 마법을 사용하며 유일하게 달라지지 않은 것은 치유 계통 스킬을 쓸 수 있다는 점이다.(스킬 자체 설정이나 능력은 다름)

다크 에이르로 다시 태어나면서 신체 성장 정도나 목소리 또한 달라졌는데, 이는 태고의 신 야마의 힘이 합쳐져 만들어졌기 때문이다. 에이르 보다 좀 더 성숙해졌지만 나이는 알려진 것이 없다.

(더 어리다는 설이 있었다.)

캐릭터 보이스는 에이르의 성우 정미숙씨가 아닌 명탐정 코난 등으로 유명한 김선혜씨가 담당했다.

(자세히 들어보면 정미숙씨와 김선혜씨의 목소리는 다르면서도 얼핏 비슷한 면이 있다. 이는 성우 윤미나씨도 포함된다.)

루니아에서 7번 순위로 추가된 스페셜 캐릭터이며 스페셜 캐릭터 최초로 무료화가 실시된 캐릭터다.
아르타 로렌(Arta Lorraine) - 기공사(엔지니어)

(성우: 이소은 / 대표 애니메이션 캐릭터: 캐릭캐릭체인지(두근 및 파티) - 스우, 너에게 닿기를 - 쿠로누마 사와코)

어린 나이임에도 불구하고 기계공학 능력에 뛰어난 소질이 있음을 인정 받은 아르타는 앙리 연구소의 수석 개발자로써 일하고 있는 밝고 명랑한 10대 소녀다.

테루엘 사립학교를 1년만에 수석 졸업한 천재 소녀로 알려져 있으며 원하는 것은 무엇이든지 만들 수 있다는 이유로 앙리 연구소로 들어가버렸다.

그 후 많은 연구에 참여하여 잭, 샤를로트(루니아 Z내 각종 스테이지에 등장하는 몬스터들),

타임 머신 등의 발명품을 개발했으며 앙리 연구소에 있는 대다수의 발명품은 아르타의 손을 거쳐 만들어졌다.

기계공학에 능한 탓에 즉석에서 캐논 종류등의 중화기 무기들을 다루는데, 아르타는 다루는 중화기 무기 및 스킬들이 너무나도 강한 힘을 지닌 탓에

어지간한 몬스터들은 소리없이 사라지게 하는 것으로 유명한 캐릭터다.

오리지널 궁극 스킬의 이름은 안철수 연구소에서 제작한 컴퓨터 백신 V3를 떠올리게 한다.

루니아에서 8번 순위로 추가된 스페셜 캐릭터이며 일본 루니아 Z에서 개최된 캐릭터 공모전에서 최우수 작품으로 선정되어 개발된 후 한국에 업데이트된 공모전 당선 출신 캐릭터이다.

공모전 당선 출신 캐릭터로써는 가장 첫 번째로 개발되었다.
가온(Gaon) - 창술사

(성우: 이호산 / 대표 애니메이션 캐릭터: 캐릭캐릭체인지(두근) 토마&어르신, 가정교사 히트맨 리본 - 료)

가온은 본래 태고시대에 존재 했었던 고대 용족 중 하나다. 태고시대가 지나가고 오랜 시간동안 잠들어 있다가 깨어나니 자신의 힘이 봉인되어버려 본래 힘을 되찾기 위해 여행길에 오른다.

무기는 언월도 타입의 창을 사용하며 번개 속성 스킬을 다수 보유하고 있다. 오리지널 궁극 스킬에서는 자신의 힘을 최대로 끌어모아 잠시동안 본래 모습으로 돌아가 적에게 큰 타격을 준다.

루니아에서 9번 순위로 추가된 스페셜 캐릭터이며 아르타가 일본 출신의 공모전 당선 캐릭터라면 가온은 한국에서 개최된 캐릭터 공모전에서 최우수 작품으로 선정되어 개발된 캐릭터로써

공모전 출신 캐릭터로써는 두 번째로 개발되었다.
아이리스 린달(Iris Lyndall) - 화염마녀(火炎魔女)

(성우: 이지영 / 대표 애니메이션 캐릭터: 다!다!다! - 강예나, 크루노크루세이드 - 로제트 크리스토퍼, 오란고교 사교클럽- 하루히, 캐릭캐릭체인지(두근 및 파티) - 루이, 동쪽의 에덴 - 모리미 사키

내일의 나쟈 - 나쟈 애플필드, 피타텐 - 시아)

아이리스는 전직 해적이었으며 라만차 고아원에서 아이들을 돌보며 왕엄마라 불린다.

그녀는 고아로써 어린 시절 해적 캡틴 잭 토드에 의해 발견되어 그의 손에서 길러지게 되었다.

어릴 때부터 화염을 다룰 수 있는 능력을 발견한 아이리스는 그 힘을 바탕으로 전방에 나서서 잭 토드의 오른팔 역할을 수행하며 화염마녀라 불리며 공포의 대상이 되기도 했다.

그러나 때때로 화염의 힘을 제대로 다루지 못해 폭주하고 동료들에게 큰 피해를 입히기도 하자 자신감을 잃고 자신의 힘을 두려워 했던 그녀는 후방에서 부상자 치료와 요리를 담당하게 되었고

나이가 들면서 해적을 그만두고 라만차 고아원에서 고아들을 돌보며 지낸다.

중간에 리겔의 제안을 받았지만 거절하기도 했다.(중략) 라만차 마을에서 다인과 브래포드의 도움으로 화염 마법을 어느정도 더 능숙하게 다루고 제어할 줄 알게 되면서 평온한 생활을 보낸다.

그러나 언제부턴가 마을에 마물들이 나타나 사상자가 발생하고 이 마물들을 다루는 이가 은발의 머리에 검은 옷을 입은 소녀라는 소문을 듣고 해적 시절에 입던 옷을 입고 그 소녀를 찾아 길을 떠난다.

"모두를 지키기 위해서.."

아이리스는 체인 블레이드(사슬검)류의 무기를 사용하는 캐릭터로써 루니아 Z에 등장하는 인간 캐릭터들 중 나이가 가장 많다.

(캐릭터들의 연령은 아이리스가 나오기 이전까지 인간 중에서는 크리그가 가장 고령자였음.)

나이가 많음에도 불구하고 입고 있는 옷 때문인지 17세 소녀의 이미지를 떠올리게 하는 동안의 모습이다. 루니아 Z에서 10번 순위로 추가된 스페셜 캐릭터이자

미국 루니아캐릭터 공모전에서 최우수 작품으로 선정되어 개발된 미국 출신의 공모전 당선 캐릭터다. 공모전 당선 캐릭터로써는 세 번째로 개발되었다.

## 참고 자료
- 달의 여신: 루니아 (인간 창조주)
- 바람의 신: 포리엘 (엘프 창조주)
- 불의 신: 윌두르 (오크 창조주)
- 어둠의 신(태고시대 후기): 주그렌 (트롤 창조주)
- 물의 신: 세레스 (호빗 창조주)
- 빛의 신: 솔딘 (시칸 창조주)
- 태고의 신(어둠과 죽음을 관장): 야마
- 죽음의 신: 몬티누스(스토리와는 아무런 관계가 없으며 어둠의 숲 히든 보스 중 하나.)